# Доктор Дре
Андрѐ Ро̀мъл Йънг (на английски: André Romell Young) или по-известен като Доктор Дре (Д-р Дре, на английски: Dr. Dre) е американски рапър, актьор и продуцент.
Дре е сред най-влиятелните личности в хип-хопа. Той е член на рап групата N.W.A, основана от Eazy-Е през 1986 г. През 1991 г. напуска групата заради скандал с Eazy-E и след няколко месеца подписва договор с „Death Row Records“. Там има възможността да работи с Тупак Шакур, и Снуп Дог, преди да напусне компанията през 1996 г. След напускането си създава своя музикална компания, наречена „Aftermath Records“. През 1999 г. издава мулти платинения албум „2001“, записан заедно със Снуп Дог, и започва да търси изпълнители, сред които е бъдещата суперзвезда Еминем.
Наред с него Д-р Дре открива и продуцира някои от най-големите рап звезди като: 50 Cent, The Game, Бъста Раймс и Ийв. Дре се нарежда сред най-богатите рапъри на света. Издава свои аудио слушалки (сред най-продаваните в света) през 2008 г.

## Ранни години
Андре Ромъл Йънг е роден в Комптън на 18 февруари 1965 г. Когато е на 7 родителите му се развеждат, a през 1976 започва училище „Vanguard“ в Комптън, но заради гангстерското насилие, се премества в по-безопасното училище 'Roosvelt'. Там майка му се жени с друг мъж, който е баща на бъдещия рапър „Warren G“. След слаби резултати в училище бива преместван още няколко пъти в други училища. На 15-годишна възраст започва да харесва рап и не се фокусира толкова в училището, а в музиката.

## Кариера
След първи признаци на страстта към музиката най-вече рапът, започва да посещава рап клубове за да гледа изпълнения на други артисти. После и той започва да участва в преставления с името „Dr. J“, и се среща с един от бъдещите членове на бандата N.W.A „DJ Yella“. По-късно през 1984 става член на бандата „WorldClass Wreckin' Cru“ под независимата музикална компания „Kru Cut Records“. Групата започва да доминира в началото на 80-те по източния бряг, и първият им хит е наречен „Surgery“ от където идва и неговият прякор „Доктор Дре“.

### N.W.A
През 1986 г. Доктор Дре се среща с Айс Кюб (Ice Cube), за да запишат песен за Ruthless Records. Музикална компания е собственост на местен рапър на име Изи И (Eazy E). N.W.A и още други рапъри от Лос Анджелис, като Айс-Ти (Ice-T) и други правят песни против властите, щатското и централното правителство, както и за уличният, в повечето случаи гангстерски начин на живот. N.W.A също се насочват към тази актуална тематика – неравноправия, насилие и убийства по улиците. Една от първите песни на групата е Fuck The Police от албума Straight Outta Compton и тя се превръща в хит. Албумът успява да си пробие път до някои радиостанции, но федералното правителство го спира от разпространение в ефир. ФБР (FBI) изпраща предупредително писмо на Ruthless Records, в което заплашва компанията с глоба. След като Айс Кюб напуска групата през 1989 г. заради финансов скандал, Доктор Дре продуцира и изпълнява повечето песни от втория албум на групата Efil4zaggin. След скандал с откривателят Eazy E, през 1991 г. и Дре напуска групата точно когато тя набира огромна популярност. Този съвет му дава текстописецът на групата The D.O.C и негов личен бодигард Шъг Найт, който по-късно с Дре съосновават звукозаписната компания Death Row Records.

### Death Row Records
След скандала с Изи И, той решава да се противопостави на него и на останалите, като заедно с бодигарда му Шъг Найт създават нова музикалната компания, наречена Death Row Records. Дре започва работа по първия си самостоятелен албум The Chronic през 1991 г. и на следващата той е завършен.
Албумът е насочен главно срещу N.W.A и Изи И, което личи от текстовете на песните Nuthin' but a 'G' Thang и Fuck With Dre Day. В албума участва и откритият от него млад талант Снуп Дог, и албумът се превръща в изключително успешен. Той става тройно платинен (продажби над 3 млн. копия), а по-късно Дре печели наградата Грами за най-добър самостоятелен албум. След като открива талантливия рапър Снуп Доги Дог, през 1993 г. Дре продуцира дебютния му албум Doggystyle. Aлбумът е изключително успешен и Снуп Доги Дог добива популярност в цял свят, като достига до първото място на класацията по продажби на албуми Билборд 200. През 1994 г. отново се сприятелява с Ice Cube, след години на ненавист и записват песента Natural Born Killaz, която достига №10 в класацията за сингли (песни) Билборд Хот 100. Когато друг известен рапър Тупак Шакур подписва с Death Row Records през 1995 г., заедно записват една от най-успешните и популярни песни в историята на рапа California Love. Песента е част от сингъл, заедно с друга песен – How Do U Want It и заедно достигат до първото място за сингли Билборд Хот 100. Въпреки този успех Др. Дре напуска компанията през май 1996 г., заради несигурност и липса на доверие с другия ѝ собственик Шъг Найт.

## Aftermath Records и бизнес кариера
След напускането си от „Death Row Records“ през 1996 г., Дре основава своя музикална компания наречена „Aftermath Records“. В продължение на 2 години Дре търси добри изпълнители за звукозаписната си компания, докато през 1998 г. чува за талантлив рапър от Детройт, и го забелязва в нощен клуб. Той е изумен от неговия талант тъй като е бил бял рапър. След седмица рапърът от Детройт, наречен „Еминем“ (М&M), подписва договор с компанията му. Отначало той и компанията му получават доста критики, тъй като Еминем е бял. След месец записват първия му албум „The Slim Shady LP“, след което първата песен „My Name Is“ от албума е на второ място на „Билборд 200“. След като през следващата година Еминем печели Грами за най-добър рап албум, името му се прочува сред аудиторията. По-късно Еминем създава своя компания „Shady Aftermath Records“, но продължават да работят с Дре. През ноември 1999 г. Дре издава албума 2001, с популярните песни Still DRE и Forgot About Dre, който става доста успешен и е на 2 място в Билборд 200. През 2002 г. още един талантлив рапър подписва за тях („Shady Aftermath Records“) – Фифти Сент (50 cent), който е забелязан от Еминем. 50 cent става новата сензация с дебютнния си албум „Get Rich Or Die Tryin“ и през 2003 г. печели Грами за най-добро рап видео с песента „In Da Club“. Наред с Еминем и 50 сент, още много други се превръщат в звезди. Дре не само получава статут като Рап символ, но и като продуцент.
След като прекарва няколко години продуциране на песни и албуми за други изпълнители, през 2004 г. Дре започва нов бизнес на свои аудио слушалки (Beats By Dre). През юли 2008 г., слушалките са издадени и в следващите месеци и години, стават най-популярните в света. През май 2014 г. технологичният гигант Апъл (компания), им предлага 3 милиардна оферта, за партньорство. Според списание Форбс Др. Дре е един от най-богатите рапъри в света и остъпва само първото място на Шон Комбс. През 2014 г. е изчислено, че нетната му стойност е 650 милиона долара.

## Личен живот
Др. Дре е женен от 1988 г., но след това се жени още един път през 1996 г. Има 2 деца от първата си съпруга, и две от втората. През 2008 изгубва вторият си син от първата му съпруга, който е открит мъртъв в дома на майка си заради свръхдоза хероин.

## Дискография
- 1992: The Chronic
- 1999: 2001
- 2015: Compton